# Plegafulles boscà occidental
El plegafulles boscà occidental (Automolus virgatus) és una espècie d'ocell de la família dels furnàrids (Furnariidae).

## Hàbitat i distribució
Habita la selva pluvial de les terres baixes de l'est de Nicaragua, Costa Rica, Panamà i des de l'oest, nord i est de Colòmbia i sud de Veneçuela, cap al sud, per l'oest dels Andes, fins l'oest d'Equador.

## Taxonomia
Antany era considera coespecífica amb el plegafulles boscà oriental (A. subulatus), dins del gènere Hyloctistes. Les diferències en el cant, però, van propiciar la proposta de considera-les espècies diferents a finals del segle passat, si bé no tots els autors van seguir la proposta. En època més recent, i arran estudis moleculars, s'han inclòs al gènere Automolus i s'han separat en dues espècies.